# 카 암스
카 암스(Kahr Arms)는 미국의 소화기(small arms) 제작업체다. 문선명의 4남 문국진이 1995년 설립했으며, 현재 회장 직을 맡고 있다.
카 암스는 소형과 중형 반자동권총에 특화돼 있다. 카 암스의 총은 .380 ACP(38구경), 9 × 19 mm 패러벨럼, .40 S&W, .45 ACP 등의 실탄을 사용한다. 폴리머 또는 스테인레스 스틸로 만든 틀에 단열 탄창(single-stack magazines)을 사용하며, double-action-only striker firing action이다.
카 암스의 본부는 펜실베이니아주의 파이크 군에 위치해 있으며, 생산공장은 매사추세츠주의 우스터에 있다.